# 2023-as szerbiai parlamenti választás

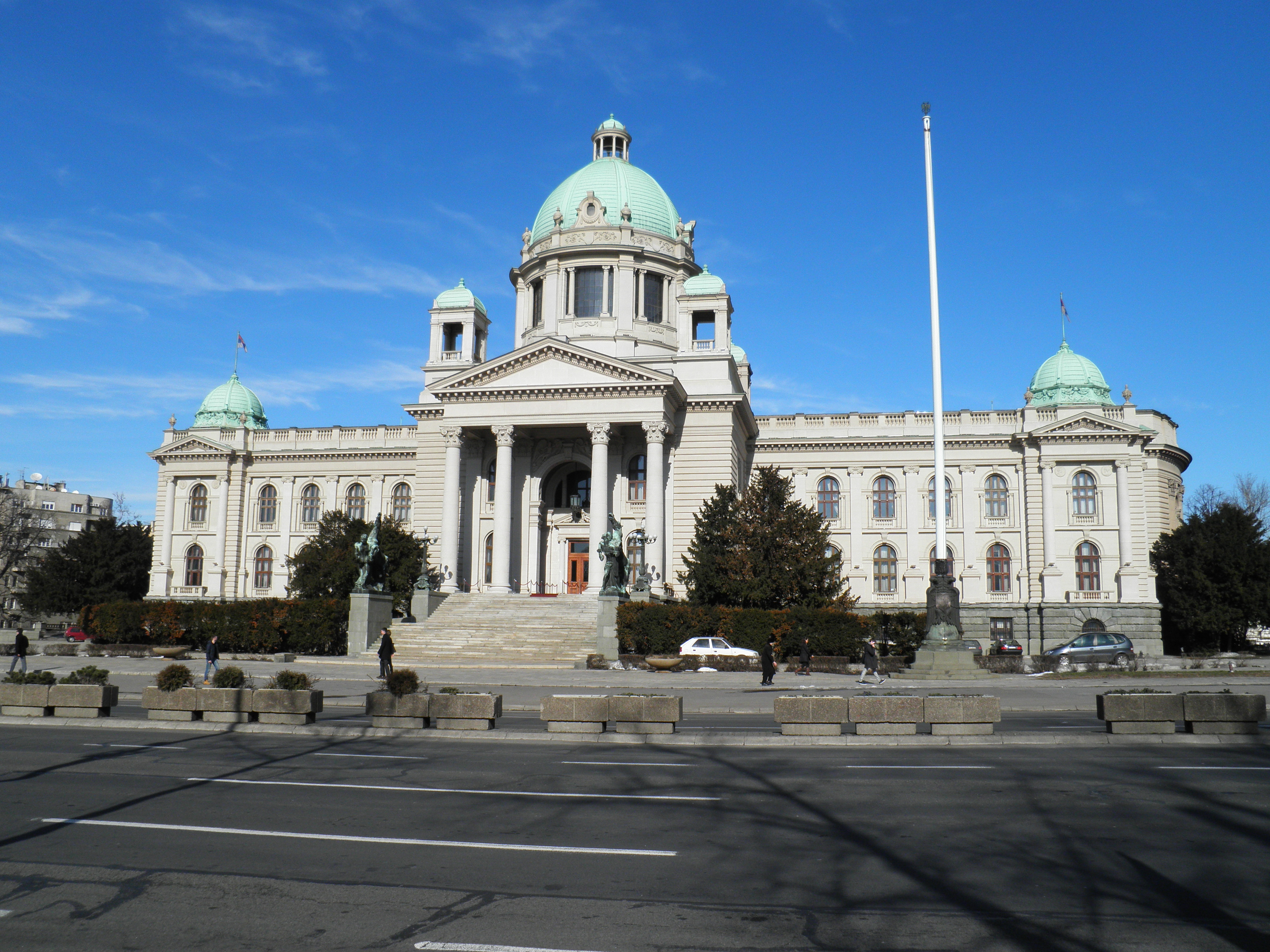
A szerbiai parlament épülete Belgrádban

A 2023-as szerbiai előrehozott parlamenti választást 2023. december 17-én tartották. Ugyanaznap a Vajdaságban tartományi parlamenti és 65 településen, köztük a fővárosban, Belgrádban helyhatósági választást is tartottak. Kb. 6,5 millió választópolgár adhatta le szavazatát.

## Választási rendszer
A parlament 250 tagú. A listaállításhoz 10 000 támogatói aláírás gyűjtésére volt szükség. A választás egyfordulós, arányos, az egész ország egy körzetnek számított. A bejutási küszöb 3%. A mandátumokat D’Hondt-módszerrel osztották el. A kisebbségek listáira az ún. természetes bejutási küszöb vonatkozott, azaz az egy nem kisebbségi mandátumhoz szükséges szavazatszám. A választás előtt kétnapos kampánycsend volt.
Az induláshoz szükséges támogatói aláírások leadására 2023. november 26-ig volt lehetőség.

## Induló pártok, pártkoalíciók és szervezetek
A választáson 18 lista indult:
|     |  | Lista neve és támogatói | Listavezető                  | Típus |
| --- |  | --- | ---------------------------- | ----- |
| 1.  |  | Aleksandar Vučić – Szerbia nem állhat meg SNS, SDPS, PS, PUPS, SNP, SPO, NSS, USS, ZS, SL, SSD, SMS | Miloš Vučević                |       |
| 2.  |  | Ivica Dačić – Szerbia miniszterelnöke SPS, JS, ZS | Ivica Dačić                  |       |
| 3.  |  | Dr. Vojislav Šešelj – Szerb Radikális Párt SRS | Vojislav Šešelj              |       |
| 4.  |  | Milica Đurđević Stamenkovski – Boško Obradović – Nemzeti csoportosulás – Államalapító erő – Fogadalomtevők Szerb Pártja – Dveri Szerb Mozgalom SSZ, Dveri, BPS | Milica Đurđević Stamenkovski |       |
| 5.  |  | Dr. Miloš Jovanović – Szerbia reménye – NADA Szerb koalíció – Nemzeti demokratikus alternatíva – Új Szerbiai Demokrata Párt (Novi DSS) – Szerb Királyság Megújhodási Mozgalom (POKS) – Vojislav Mihailović DSS, POKS | Miloš Jovanović              |       |
| 6.  |  | Vajdasági Magyar Szövetség – Elnökünkért, Közösségünkért, a Jövőért! VMSZ | Pásztor Bálint               | K     |
| 7.  |  | Szerbia az erőszak ellen – Miroslav Miki Aleksić – Marinika Tepić – Szabadság és Igazságosság Pártja, Szerbiai Népi Mozgalom, Zöld-bal Front, Ne davimo Beograd, Környezetvédelmi felkelés, Demokrata Párt, Szabad Polgárok Mozgalma, Szerbia Közép, Együtt, Mozgalom a változásért, „Egyetértés” Szerbiai Egyesült Szakszervezetek, Szerbia Új Arca SSP, NPS, ZLF, DS, Együtt, SRCE, EU, PSG, NLS, GDP, PZP, USS Sloga, Haza, RP | Radomir Lazović              |       |
| 8.  |  | Usame Zukorlić – Együtt az igazságosságért – Igazságosság és Megbékélés Pártja – Szandzsáki bosnyákok, Tomislav Žigmanov – Vajdasági Horvátok Demokratikus Szövetsége SPP, DSHV | Usame Zukorlić               | K     |
| 9.  |  | Szandzsáki SDA – Dr. Sulejman Ugljanin SDA | Selma Kučević                | K     |
| 10. |  | Együtt a jövőért és fejlődésért – Koalíció a békéért és toleranciáért ZBR, VNS, GSM, DZH, GSGS, VP, SC, BGS, TS, SJ, UŽRMNMS, UBR | Jahja Fehratović             | K     |
| 11. |  | Néppárt – Biztos választás. Elismert személyek NS | Vuk Jeremić                  |       |
| 12. |  | Saša Radulović – Elég volt – Boris Tadić – Szociáldemokrata Párt – Ana Pejić – Elrabolt csecsemők – Jó reggelt, Szerbia! DJB, SDS, OBAP | Saša Radulović               |       |
| 13. |  | Az albánok politikai harca folytatódik – Shaip Kamberi/Beteja politike e Shqiptareve zagan – Shaip Kamberi PDD, DP, PDP, DUA | Šaip Kamberi                 | K     |
| 14. |  | Mi, a nép hangja – prof. dr. Branimir Nestorović Mi-GIN | Branimir Nestorović          |       |
| 15. |  | Szerbia Nyugaton – Zoran Vuletić – Nemanja Milošević – Kérdezzük meg a szakmát is – Vladimir Kovačević Nova—D2SP, GDF, Libdem, Glas | Vladimir Kovačević           |       |
| 16. |  | Orosz Párt – Slobodan Nikolić RS, NKPJ | Slobodan Nikolić             | K     |
| 17. |  | Čedomir Jovanović – Muszáj másképpen LDP | Čedomir Jovanović            |       |
| 18. |  | Albán Demokratikus Alternatíva – Egyesült Völgy AZP, PR | Visar Mehmeti                | K     |

K: nemzeti kisebbségi lista.
Az „Orosz kisebbségi szövetség – Pavle Bihali Gavrin – Hristos Aleksopulos” listát hiányosságok miatt visszautasította a választási bizottság.

## Közvélemény-kutatások
Az egyes listák népszerűsége százalékban megadva.
| Felmérés (dátum, intézet)             | Lista támogatottsága (százalék) | Lista támogatottsága (százalék) | Lista támogatottsága (százalék) | Lista támogatottsága (százalék) | Lista támogatottsága (százalék) | Lista támogatottsága (százalék) | Lista támogatottsága (százalék) |
| Felmérés (dátum, intézet)             | SNS koalíció                    | Szerbia az Erőszak Ellen        | SPS koalíció                    | SSZ-Dveri                       | „Remény” koalíció               | Néppárt                         | Elég Volt-SDS                   |
| ------------------------------------- | ------------------------------- | ------------------------------- | ------------------------------- | ------------------------------- | ------------------------------- | ------------------------------- | ------------------------------- |
| 2023. szeptember 23.–október 5., CRTA | 49                              | 41                              | N/A                             | N/A                             | N/A                             | N/A                             | N/A                             |
| 2023. november 15., NSPM              | 39,2                            | 25,8                            | 8,1                             | 5,1                             | 4,4                             | 3,2                             | 2,5                             |

## Eredmények
A parlamenti választást a kormánypárt nyerte meg a leadott szavazatok több mint 46%-át szerezve meg.
Bejutott még 5 kisebbségi párt, amelyek közül a VMSZ növelni is tudta támogatóinak számát s ugyanakkor a képviselőinek számát.
|                                                            |                        | Száma      | Aránya (%) |                  |                                       |
| ---------------------------------------------------------- | ---------------------- | ---------- | ---------- | ---------------- | ------------------------------------- |
| Választásra jogosultak                                     | Választásra jogosultak |            | 100        |                  |                                       |
| Leadott szavazatok - ebből érvényes - ebből érvénytelen    |                        |            |            |                  |                                       |
| Párt                                                       | Típus                  | Szavazatok | Szavazatok | Képviselők száma | Változás az előző választáshoz képest |
| Párt                                                       | Típus                  | száma      | aránya (%) | Képviselők száma | Változás az előző választáshoz képest |
| Szerbia nem állhat meg (SNS)                               |                        |            | 48,01      | 128              | +8                                    |
| Szerbia az erőszak ellen (SSP, NPS)                        |                        |            | 24,36      | 65               | +25                                   |
| Szerbiai Szocialista Párt (SPS, JS, ZS)                    |                        |            | 6,74       | 18               | -13                                   |
| Szerbia reménye (NADA)                                     |                        |            | 5,16       | 13               | -2                                    |
| Mi, a nép hangja (Mi-GIN)                                  |                        |            | 4,82       | 13               | Új                                    |
| Kisebbségi pártok                                          |                        |            |            |                  |                                       |
| Vajdasági Magyar Szövetség (VMSZ)                          | K                      |            | 1,74       | 6                | +1                                    |
| Vajdasági Horvátok Demokratikus Szövetsége (SPP, DSHV)     | K                      |            | 0,78       | 3                | -1                                    |
| Szandzsáki SDA (SDA)                                       | K                      |            | 0,59       | 2                | 0                                     |
| Az albánok politikai harca folytatódik (PDD, DP, PDP, DUA) | K                      |            | 0,36       | 1                | 0                                     |
| Orosz Párt (RS, NKPJ)                                      | K                      |            | 0,31       | 1                | Új                                    |
| Nem jutott be                                              |                        |            |            |                  |                                       |
| Szerb Radikális Párt (SRS)                                 |                        |            |            |                  |                                       |
| Nemzeti csoportosulás (SSZ, Dveri, BPS)                    |                        |            |            |                  |                                       |
| Szerbia reménye (DSS, POKS)                                |                        |            |            |                  |                                       |
| Együtt a jövőért és fejlődésért (ZBR, VNS, GSM, ...)       | K                      |            |            |                  |                                       |
| Néppárt – Biztos választás (NS)                            |                        |            |            |                  |                                       |
| Szociáldemokrata Párt (DJB, SDS, OBAP)                     |                        |            |            |                  |                                       |
| Szerbia Nyugaton (Nova-D2SP, GDF, ...)                     |                        |            |            |                  |                                       |
| Muszáj másképpen (LDP)                                     |                        |            |            |                  |                                       |
| Albán Demokratikus Alternatíva (AZP, PR)                   | K                      |            |            |                  |                                       |
| Összesen                                                   | Összesen               |            | 100        | 250              | 0                                     |

## Külső hivatkozások
- Köztársasági Választási Bizottság (szerbül és angolul)
- Az összes választási lista PDF – Köztársasági Választási Bizottság (szerbül)